# 4 (metro de Nueva York)

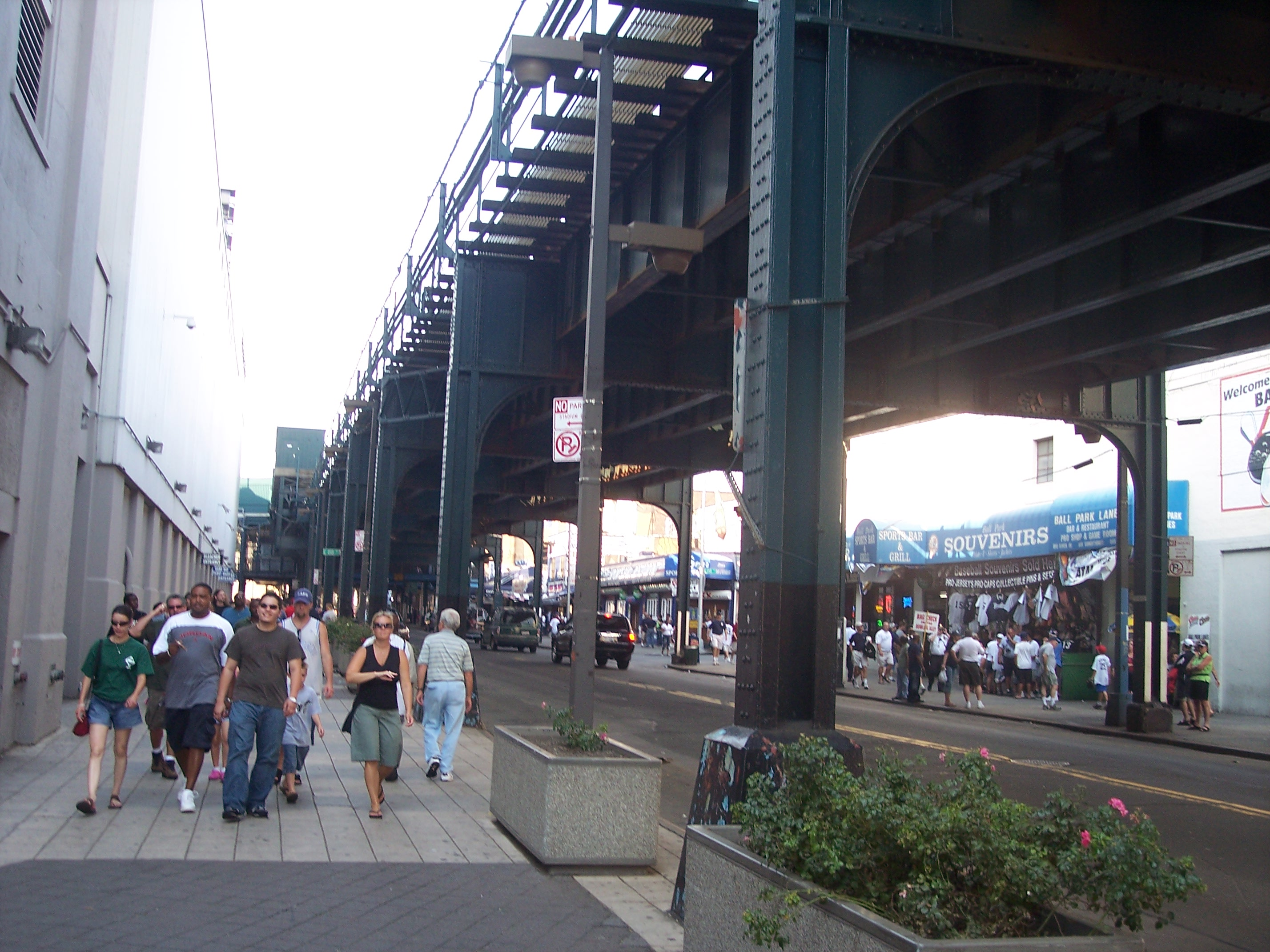
Las vías para el servicio 4 detrás del estadio Yankee y arriba la avenida River en el Bronx. La estación de la calle calle 161–Estadio Yankee puede ser vista desde la estación

La 4 Lexington Avenue Express (línea 4 expresa de la avenida Lexington) es un servicio del metro de la ciudad de Nueva York. En las señales de las estaciones, el mapa del metro de Nueva York, los letreros digitales y los materiales rodantes de la IRT están pintados en color verde porque representa el servicio proveído de la  Línea de la avenida Lexington que llega hasta Manhattan. 
El servicio 4 opera entre Woodlawn, Bronx y Crown Heights–Avenida Utica, Brooklyn todo el tiempo. La ruta normal de línea 4 es expresa en Manhattan y Brooklyn y local en el Bronx. Durante a altas horas de la noche, el servicio de la línea 4 opera como paradas locales y se extiende hacia el sur de la avenida New Lots. Durante horas pico, y vías congestionadas (hacia Manhattan durante horas A.M., desde Manhattan durante horas P.M.), el servicio de la línea 4 se pasa la calle 138–Grand Concourse.
Varios trenes modelos R62 y R142 que funcionaban en esta línea fueron decorados con logos de los Yankees durante la World Series, porque las cuatro líneas pasan al lado del Yankee Stadium
La flota del servicio de la línea 4 consiste en trenes modelos R142s y R142As, pero los modelos R62s y R62As operan ocasionalmente.
Las siguientes líneas funcionan con el servicio de la línea 4:
| Línea                                                   | Vías                                                                                     | Cuando                                                       |
| ------------------------------------------------------- | ---------------------------------------------------------------------------------------- | ------------------------------------------------------------ |
| IRT Jerome Avenue Line (línea completa)                 | local (se pasa la calle 138–Grand Concourse y horas picos en direcciones congestionadas) | siempre                                                      |
| IRT Lexington Avenue Line (línea completa)              | expresa (rutas locales durante media noche)                                              | siempre                                                      |
| Joralemon Street Tunnel                                 | N/D                                                                                      | siempre                                                      |
| IRT Eastern Parkway Line (al norte de la avenida Utica) | expresa (rutas locales a media noche)                                                    | siempre                                                      |
| IRT Eastern Parkway Line (al sur de la avenida Utica)   | N/D                                                                                      | en media noches y algunas horas picos en vías congestionadas |

## Historia del servicio
| \| 4 LEX-JEROME \| |
| Letrero R12        |
| 4 LEX-JEROME       |

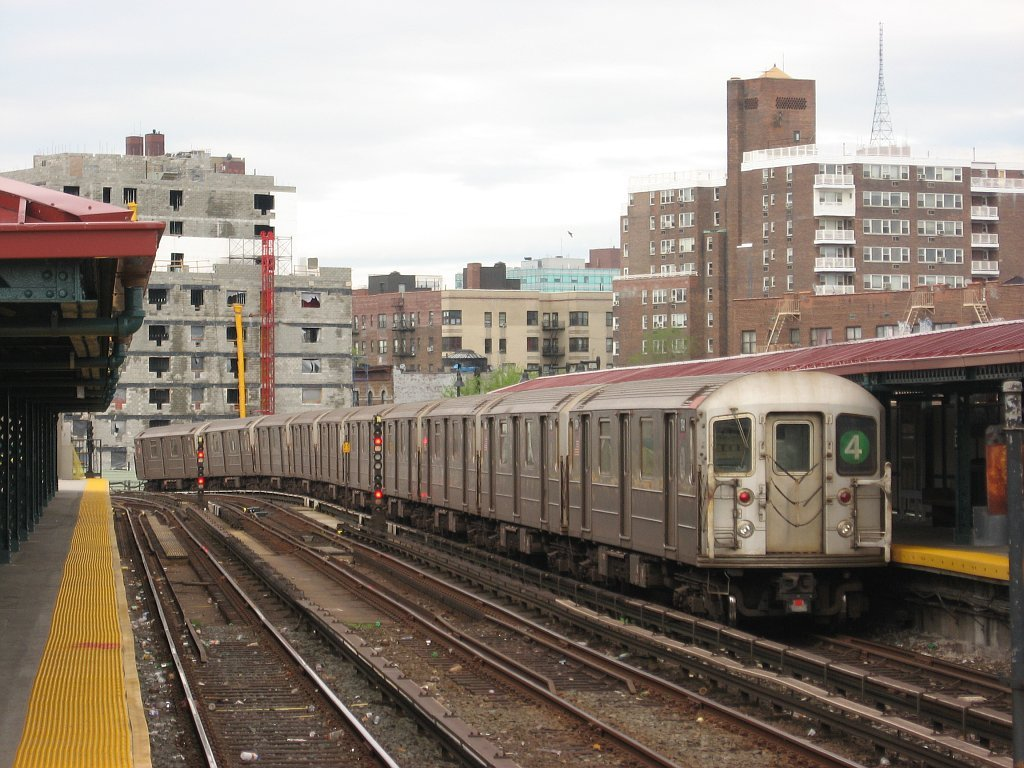
Un tren del servicio #4 en la estación Bedford Park Boulevard, y delimita en Woodlawn.

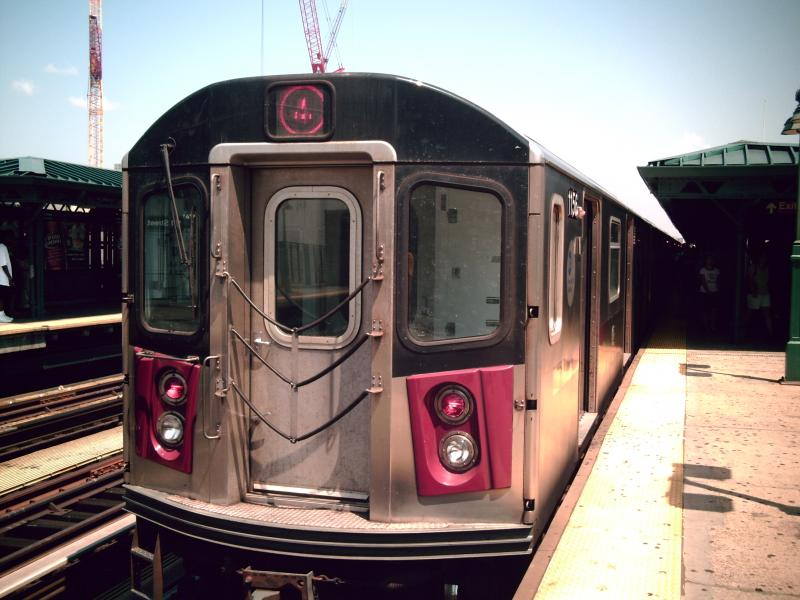
Tren 4 modelo R142s en la calle 161-Yankee Stadium.

Durante la extensión de la línea de la avenida Lexington al sur de la calle 42–Grand Central Terminal, trenes con servicio "shuttle" (servicios que funcionan de punta a punta en una misma dirección) que funcionan con la línea de la avenida Jermoe (en la cual en esa fecha funcionaba desde la calle 149 Este-Grand Concourse y la carretera Kingsbridge).
En 1918, toda la línea Jerome y la línea de la avenida Lexington fueron completadas y la conexión con la línea Broadway-Séptima avenida en la calle 42 fue removida. Los trenes empezaron a funcionar entre WoodLawn y Bowling Green.
El 24 de noviembre de 1925, los trenes que funcionan en horas picos, empezaron a operar hasta la estación Crown Heights–Avenida Utica. Durante los siguientes tres años, más trenes eventualmente empezaron a operar para abastecer otros horarios. 
El 20 de diciembre de 1946, más trenes empezaron a operar desde Utica hasta la avenida New Lots durante las altas horas de la noche.
Desde 1950-1957, había limitaciones en horas pico en la avenida Flatbush.
El 8 de abril de 1960, trenes que funcionan en la noche, empezaron a funcionar en la avenida Flatbush.
El 10 de julio de 1983, el actual servicio de la línea 4 fue formada, excepto que los trenes que funcionan al mediodía operaban solo en la avenida Atlantic. El 18 de enero de 1988, esos trenes fueron extendidos hacia la avenida Utica.

## Estaciones
| Leyenda de la estación de servicio                       | Leyenda de la estación de servicio                       |
| -------------------------------------------------------- | -------------------------------------------------------- |
| Hace paradas todo el tiempo                              | Paradas todo el tiempo                                   |
| Hace paradas todo el tiempo                              | Paradas todo el tiempo excepto a altas horas de la noche |
| Hace paradas sólo en la noche                            | Paradas sólo en la noche                                 |
| Hace paradas sólo los días de semana                     | Paradas en días de semana                                |
| Hace paradas todo el tiempo, excepto en horas pico       | Paradas todo el tiempo excepto horas pico                |
| Hace paradas sólo en horas pico                          | Paradas sólo en horas pico                               |
| Hace paradas en horas pico en direcciones congestionadas | Paradas horas pico o vías congestionadas                 |
| Detalles del periodo de tiempo                           |                                                          |

| Servicio 4                                                                             | Servicio 4                                         | Estación                              | Acceso para discapacitados | Transferencia | Conexiones                                                                        |
| -------------------------------------------------------------------------------------- | -------------------------------------------------- | ------------------------------------- | -------------------------- | --- | --------------------------------------------------------------------------------- |
| el Bronx                                                                               |                                                    |                                       |                            | |                                                                                   |
| Hace paradas todo el tiempo                                                            | Hace paradas todo el tiempo                        | Woodlawn                              |                            | |                                                                                   |
| Hace paradas todo el tiempo                                                            | Hace paradas todo el tiempo                        | Mosholu Parkway                       |                            | |                                                                                   |
| Hace paradas todo el tiempo                                                            | Hace paradas todo el tiempo                        | Bedford Park Boulevard–Lehman College |                            | |                                                                                   |
| Hace paradas todo el tiempo                                                            | Hace paradas todo el tiempo                        | Kingsbridge Road                      |                            | |                                                                                   |
| Hace paradas todo el tiempo                                                            | Hace paradas todo el tiempo                        | Fordham Road                          | Acceso para discapacitados | |                                                                                   |
| Hace paradas todo el tiempo                                                            | Hace paradas todo el tiempo                        | Calle 183                             |                            | |                                                                                   |
| Hace paradas todo el tiempo                                                            | Hace paradas todo el tiempo                        | Avenida Burnside                      |                            | |                                                                                   |
| Hace paradas todo el tiempo                                                            | Hace paradas todo el tiempo                        | Calle 176                             |                            | |                                                                                   |
| Hace paradas todo el tiempo                                                            | Hace paradas todo el tiempo                        | Avenida Mount Eden                    |                            | |                                                                                   |
| Hace paradas todo el tiempo                                                            | Hace paradas todo el tiempo                        | Calle 170                             |                            | |                                                                                   |
| Hace paradas todo el tiempo                                                            | Hace paradas todo el tiempo                        | Calle 167                             |                            | |                                                                                   |
| Hace paradas todo el tiempo                                                            | Hace paradas todo el tiempo                        | Calle 161–Estadio Yankee              | Acceso para discapacitados | B D (IND Concourse Line) |                                                                                   |
| Hace paradas todo el tiempo                                                            | Hace paradas todo el tiempo                        | Calle 149–Grand Concourse             |                            | 2 5 (IRT White Plains Road Line)                                                                                               |                                                                                   |
| Hace paradas todo el tiempo, excepto en horas pico                                     | Hace paradas todo el tiempo, excepto en horas pico | Calle 138–Grand Concourse             |                            | 5 |                                                                                   |
| Manhattan                                                                              |                                                    |                                       |                            | |                                                                                   |
| Hace paradas todo el tiempo                                                            | Hace paradas todo el tiempo                        | Calle 125                             | Acceso para discapacitados | 5 6 <6> | Metro-North Railroad en Harlem–125th Street Bus M60 hacia el Aeropuerto LaGuardia |
| Hace paradas sólo en la noche                                                          | Hace paradas sólo en la noche                      | Calle 116                             |                            | 6 |                                                                                   |
| Hace paradas sólo en la noche                                                          | Hace paradas sólo en la noche                      | Calle 110                             |                            | 6 |                                                                                   |
| Hace paradas sólo en la noche                                                          | Hace paradas sólo en la noche                      | Calle 103                             |                            | 6 |                                                                                   |
| Hace paradas sólo en la noche                                                          | Hace paradas sólo en la noche                      | Calle 96                              |                            | 6 |                                                                                   |
| Hace paradas todo el tiempo                                                            | Hace paradas todo el tiempo                        | Calle 86                              |                            | 5 6 <6> |                                                                                   |
| Hace paradas sólo en la noche                                                          | Hace paradas sólo en la noche                      | Calle 77                              |                            | 6 |                                                                                   |
| Hace paradas sólo en la noche                                                          | Hace paradas sólo en la noche                      | Calle 68–Hunter College               |                            | 6 |                                                                                   |
| Hace paradas todo el tiempo                                                            | Hace paradas todo el tiempo                        | Calle 59                              |                            | 5 6 <6> · N Q R W de lunes a viernes (BMT Broadway Line en Lexington Avenue) · F Q (IND 63rd Street Line en Lexington Avenue3) | Roosevelt Island Tramway                                                          |
| Hace paradas sólo en la noche                                                          | Hace paradas sólo en la noche                      | Calle 51                              | Acceso para discapacitados | 6 E M (IND Queens Boulevard Line en Lexington Avenue–53rd Street)                                                              |                                                                                   |
| Hace paradas todo el tiempo                                                            | Hace paradas todo el tiempo                        | Calle 42–Grand Central                | Acceso para discapacitados | 5 6 <6> 7 <7> (IRT Flushing Line) S (42nd Street Shuttle2)                                                                     | Metro-North Railroad en Grand Central Terminal                                    |
| Hace paradas sólo en la noche                                                          | Hace paradas sólo en la noche                      | Calle 33                              |                            | 6 |                                                                                   |
| Hace paradas sólo en la noche                                                          | Hace paradas sólo en la noche                      | Calle 28                              |                            | 6 |                                                                                   |
| Hace paradas sólo en la noche                                                          | Hace paradas sólo en la noche                      | Calle 23                              |                            | 6 |                                                                                   |
| Hace paradas todo el tiempo                                                            | Hace paradas todo el tiempo                        | Calle 14–Union Square                 |                            | 5 6 <6> L (BMT Canarsie Line) N Q R W (BMT Broadway Line)                                                                      |                                                                                   |
| Hace paradas sólo en la noche                                                          | Hace paradas sólo en la noche                      | Astor Place                           |                            | 6 |                                                                                   |
| Hace paradas sólo en la noche                                                          | Hace paradas sólo en la noche                      | Calle Bleecker                        | Acceso para discapacitados | 6 B D F M (IND Sixth Avenue Line en Broadway–Lafayette Street)                                                                 |                                                                                   |
| Hace paradas sólo en la noche                                                          | Hace paradas sólo en la noche                      | Calle Spring                          |                            | 6 |                                                                                   |
| Hace paradas sólo en la noche                                                          | Hace paradas sólo en la noche                      | Calle Canal                           | Acceso para discapacitados | 6 N Q R W (BMT Broadway Line2) J (BMT Nassau Street Line2)                                                                     |                                                                                   |
| Hace paradas todo el tiempo                                                            | Hace paradas todo el tiempo                        | Puente de Brooklyn–City Hall          | Acceso para discapacitados | 5 6 <6> J Z (BMT Nassau Street Line en Chambers Street2)                                                                       |                                                                                   |
| Hace paradas todo el tiempo                                                            | Hace paradas todo el tiempo                        | Calle Fulton                          | Acceso para discapacitados | 5 2 3 (IRT Broadway–Seventh Avenue Line) A C (IND Eighth Avenue Line) J Z (BMT Nassau Street Line)                             |                                                                                   |
| Hace paradas todo el tiempo                                                            | Hace paradas todo el tiempo                        | Wall Street                           |                            | 5 |                                                                                   |
| Hace paradas todo el tiempo                                                            | Hace paradas todo el tiempo                        | Bowling Green                         | Acceso para discapacitados | 5 | Staten Island Ferry en South Ferry                                                |
| Brooklyn                                                                               |                                                    |                                       |                            | |                                                                                   |
| Hace paradas todo el tiempo                                                            | Hace paradas todo el tiempo                        | Borough Hall                          | 1                          | 5 2 3 (IRT Broadway–Seventh Avenue Line) N R (BMT Fourth Avenue Line2)                                                         |                                                                                   |
| Hace paradas todo el tiempo                                                            | Hace paradas todo el tiempo                        | Calle Nevins                          |                            | 2 3 5 |                                                                                   |
| Hace paradas todo el tiempo                                                            | Hace paradas todo el tiempo                        | Avenida Atlantic-Barclays Center      | Acceso para discapacitados | 2 3 5 B Q (BMT Brighton Line) D N R (BMT Fourth Avenue Line)                                                                   | LIRR Atlantic Branch en Flatbush Avenue                                           |
| Hace paradas sólo en la noche                                                          | Hace paradas sólo en la noche                      | Calle Bergen                          |                            | 2 |                                                                                   |
| Hace paradas sólo en la noche                                                          | Hace paradas sólo en la noche                      | Grand Army Plaza                      |                            | 2 |                                                                                   |
| Hace paradas sólo en la noche                                                          | Hace paradas sólo en la noche                      | Eastern Parkway–Museo Brooklyn        |                            | 2 |                                                                                   |
| Hace paradas todo el tiempo                                                            | Hace paradas todo el tiempo                        | Avenida Franklin                      |                            | 2 3 5 S (Franklin Avenue Shuttle)                                                                                              |                                                                                   |
| Hace paradas sólo en la noche                                                          | Hace paradas sólo en la noche                      | Avenida Nostrand                      |                            | |                                                                                   |
| Hace paradas sólo en la noche                                                          | Hace paradas sólo en la noche                      | Avenida Kingston                      |                            | |                                                                                   |
| Hace paradas todo el tiempo                                                            | Hace paradas todo el tiempo                        | Crown Heights–Avenida Utica           | Acceso para discapacitados | 2 3 5 |                                                                                   |
| Servicios de noche y servicios de horas pico de la línea New Lots (viajes ocasionales) |                                                    |                                       |                            | |                                                                                   |
| Hace paradas sólo en la noche                                                          | Hace paradas sólo en horas pico                    | Avenida Sutter–Rutland Road           |                            | 2 3 5 | Bus B15 hacia el Aeropuerto JFK                                                   |
| Hace paradas sólo en la noche                                                          | Hace paradas sólo en horas pico                    | Avenida Saratoga                      |                            | 2 3 5 |                                                                                   |
| Hace paradas sólo en la noche                                                          | Hace paradas sólo en horas pico                    | Avenida Rockaway                      |                            | 2 3 5 |                                                                                   |
| Hace paradas sólo en la noche                                                          | Hace paradas sólo en horas pico                    | Calle Junius                          |                            | 2 3 5 |                                                                                   |
| Hace paradas sólo en la noche                                                          | Hace paradas sólo en horas pico                    | Avenida Pensilvania                   |                            | 2 3 5 |                                                                                   |
| Hace paradas sólo en la noche                                                          | Hace paradas sólo en horas pico                    | Avenida Van Siclen                    |                            | 2 3 5 |                                                                                   |
| Hace paradas sólo en la noche                                                          | Hace paradas sólo en horas pico                    | Avenida New Lots                      |                            | 2 3 5 | Bus B15 hacia el Aeropuerto JFK                                                   |

1Este estación es accesible para las personas con discapacidad, pero solo la plataforma hacia el norte.
2Transferencias a otro servicios no son accesibles. 
3 Esta es una transferencia fuera del sistema de metro. Pasajeros quieren transferir deben caminar a la otra estación y usar la tarjeta MetroCard.